# Fotbalový klam
Fotbalový klam je šestý díl třetí řady amerického televizního seriálu Teorie velkého třesku. V této epizodě hostují Zachary Abel a Jason Mesches. Režisérem epizody je Mark Cendrowski.

## Děj
Penny pozvala několik svých přátel, aby se u ní dívali na fotbal (americký). Leonard se snaží zapadnout a tak si obleče fotbalový dres a přidá se k nim, i když o té hře neví absolutně nic. Je to překvapivě Sheldon, kdo jej, alespoň trochu, na pravidla fotbalu a vše kolem něj připraví (díky svému otci, který se na fotbal díval pořád). Sheldon se mezitím s ostatními rozhodne jít pouštět draky. Leonarda zve také, ten však právě díky fotbalu odmítá. Penny jej ale nakonec prosí, aby šel na draky také (i proto, že Leonard u fotbalu svými řečmi ostatní vyvádí z míry). V rámci pouštění draků se pak Raj zlobí na Howarda, protože každou aktivitu pokazí tím, že se otáčí za ženami.

## Obsazení
| Johnny Galecki | Leonard Hofstadter |
| Jim Parsons    | Sheldon Cooper     |
| Kaley Cuoco    | Penny              |
| Simon Helberg  | Howard Wolowitz    |
| Kunal Nayyar   | Raj Koothrappali   |
| Zachary Abel   | Todd               |
| Jason Mesches  | Denny              |